# Cávado (comunidad intermunicipal)
El Cávado es una comunidad intermunicipal y una subregión estadística portuguesa, parte de la Región estadística del Norte, en el Distrito de Braga y en la región de Miño. Limita al norte con el Alto Miño, al este con el Alto Támega, al sur con el Ave y con el Grande Porto y al oeste con el océano Atlántico. Área: 1245,79 km². Población (2011): 410 169. Su densidad de población es de 329,2 hab./km².
Comprende 6 municipios:
- Amares
- Barcelos
- Braga
- Esposende
- Terras de Bouro
- Vila Verde

- Datos: Q1149837